# Julius Numavičius

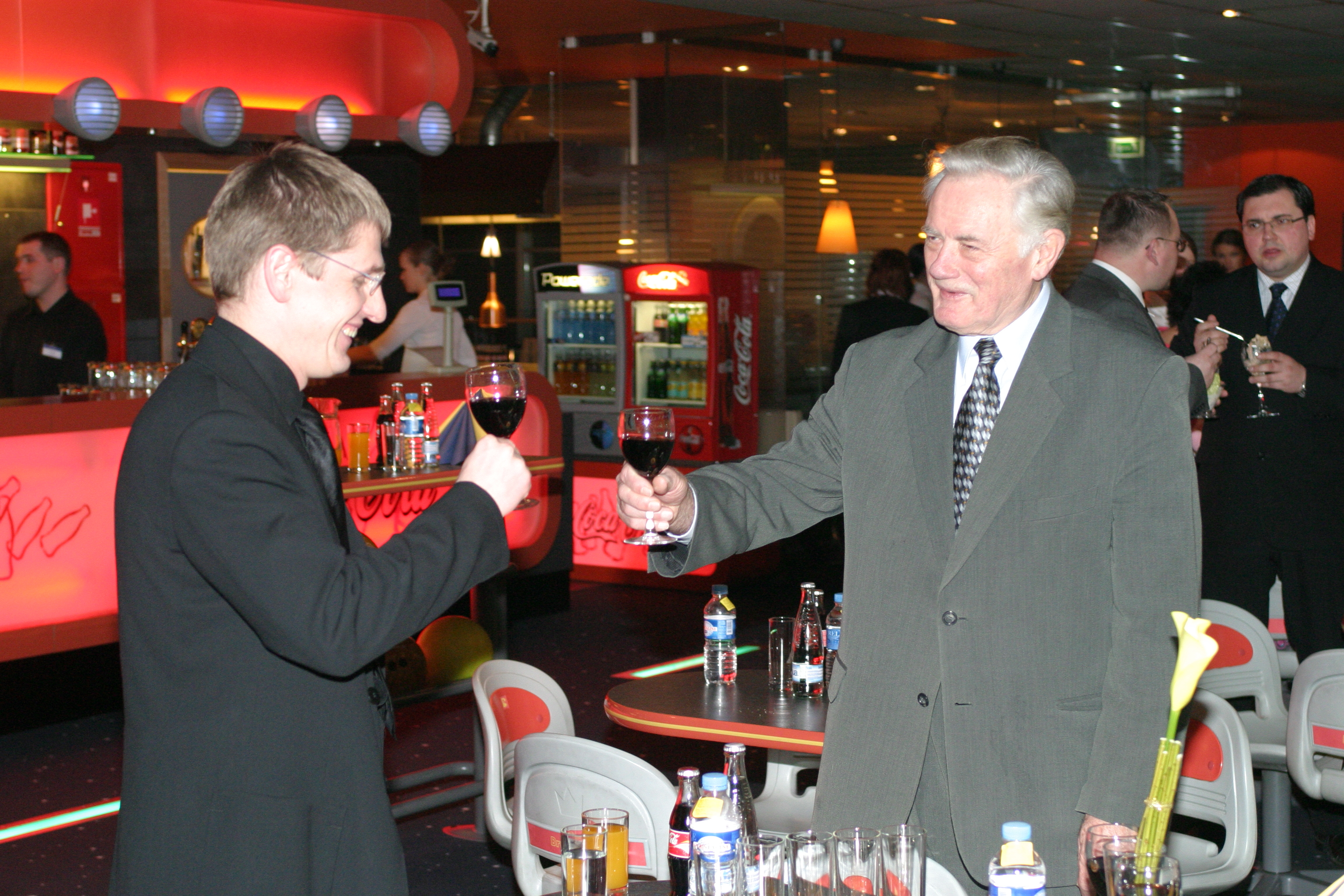
Julius Numavičius (links) mit Valdas Adamkus, 2004

Julius Numavičius (* 16. Februar 1973 in Šilalė) ist ein litauischer Unternehmer und lebt in den USA.

## Leben und Leistungen
Julius Numavičius wuchs in Šilagalys bei Panevėžys auf. Sein Vater arbeitete im Aušros-Kolchos als Fahrer und seine Mutter Irena Numavičienė war ehemalige Lehrerin und Hausfrau.
Mit seinen Brüdern Vladas Numavičius und Nerijus Numavičius sowie anderen gründete er 1992 ein Unternehmen und kaufte den Handelsladen für alkoholische Getränke in Vilnius, um ihn zu privatisieren. Er war Mitgründer des Konzerns VP Grupė.
Nach einem Streit mit seinen Geschäftspartnern emigrierte Julius Numavičius in die USA. Dort investierte er in Geschäfte und Apotheken in Florida, Texas und South Carolina. Ab 2013 hatte er gerichtliche Streitigkeiten mit seinem Bruder Nerijus wegen Aktien.